# Calycosiphonia pentamera
Calycosiphonia pentamera är en måreväxtart som beskrevs av Bonaventure Sonké och Elmar Robbrecht. Calycosiphonia pentamera ingår i släktet Calycosiphonia och familjen måreväxter. Inga underarter finns listade i Catalogue of Life.